# Ђустино
Ђустино (итал. Giustino) је насеље у Италији у округу Тренто, региону Трентино-Јужни Тирол.
Према процени из 2011. у насељу је живело 734 становника. Насеље се налази на надморској висини од 773 м.

## Становништво
| 1931. | 1936. | 1951. | 1961. | 1971. | 1981. | 1991. | 2001. | 2011. |
| ----- | ----- | ----- | ----- | ----- | ----- | ----- | ----- | ----- |
| 496   | 432   | 467   | 507   | 549   | 539   | 645   | 694   | 743   |